# Gran Premio de los Países Bajos de Motociclismo de 1989
El Gran Premio de los Países Bajos de Motociclismo de 1989 fue la novena prueba de la temporada 1989 del Campeonato Mundial de Motociclismo. El Gran Premio se disputó el 24 de junio de 1989 en el Circuito de Assen.

## Resultados 500cc
El estadounidense Wayne Rainey obtiene el tercer triunfo de la temporada, aumentando en 16 puntos su ventaja en la clasificaciñon general con respecto a su compatriota Eddie Lawson, segundo en este Gran Premio. El tercer puesto del cajón fue para el francés Christian Sarron
| Pos.     | Piloto              | Equipo                                   | Moto              | Tiempo     | Pts. |
| -------- | ------------------- | ---------------------------------------- | ----------------- | ---------- | ---- |
| 1        | Wayne Rainey        | Team Lucky Strike Roberts                | Yamaha            | 43:42.080  | 20   |
| 2        | Eddie Lawson        | Rothmans Kanemoto Honda                  | Honda             | +6.970     | 17   |
| 3        | Christian Sarron    | Sonauto Gauloises Blondes Yamaha Mobil 1 | Yamaha            | +9.840     | 15   |
| 4        | Kevin Magee         | Team Lucky Strike Roberts                | Yamaha            | +22.110    | 13   |
| 5        | Pierfrancesco Chili | HB Honda Gallina Team                    | Honda             | +30.080    | 11   |
| 6        | Wayne Gardner       | Rothmans Honda Team                      | Honda             | +30.320    | 10   |
| 7        | Ron Haslam          | Suzuki Pepsi Cola                        | Suzuki            | +31.110    | 9    |
| 8        | Niall Mackenzie     | Marlboro Yamaha Team Agostini            | Yamaha            | +49.550    | 8    |
| 9        | Mick Doohan         | Rothmans Honda Team                      | Honda             | +55.840    | 7    |
| 10       | Rob McElnea         | Cabin Racing Team                        | Honda             | +1:25.430  | 6    |
| 11       | Randy Mamola        | Cagiva Corse                             | Cagiva            | +2:04.960  | 5    |
| 12       | Alessandro Valesi   | Team Iberia                              | Yamaha            | +1 Vuelta  | 4    |
| 13       | Freddie Spencer     | Marlboro Yamaha Team Agostini            | Yamaha            | +1 Vuelta  | 3    |
| 14       | Marco Gentile       | Fior Marlboro                            | Fior              | +1 Vuelta  | 2    |
| 15       | Cees Doorakkers     | HRK Motors                               | Honda             | +1 Vuelta  | 1    |
| 16       | Bruno Kneubühler    | Romer Racing Suisse                      | Honda             | +1 Vuelta  |      |
| 17       | Michael Rudroff     | HRK Motors                               | Honda             | +1 Vuelta  |      |
| 18       | Michele Valdo       |                                          | Honda             | +1 Vuelta  |      |
| 19       | Simon Buckmaster    | Racing Team Katayama                     | Honda             | +1 Vuelta  |      |
| 20       | Marco Papa          | Team Greco                               | Paton             | +1 Vuelta  |      |
| 21       | Petr Schleef        | Schuh Racing Team                        | Honda             | +2 Vueltas |      |
| 22       | Martin Troesch      |                                          | Honda             | +2 Vueltas |      |
| 23       | Nicholas Schmassman | FMS                                      | Honda             | +2 Vueltas |      |
| 24       | Felix Beck          |                                          | Honda             | +2 Vueltas |      |
| 25       | Alois Meyer         | Rallye Sport                             | Honda             | +2 Vueltas |      |
| Ret      | Pavel Dekanek       |                                          | Honda             | Ret        |      |
| Ret      | Andreas Leuthe      | Librenti Corse                           | Suzuki            | Ret        |      |
| Ret      | Josef Doppler       |                                          | Honda             | Ret        |      |
| Ret      | Karl Truchsess      |                                          | Honda             | Ret        |      |
| Ret      | Kevin Schwantz      | Suzuki Pepsi Cola                        | Suzuki            | Ret        |      |
| Ret      | Juan Lopez Mella    | Club Motocross Pozuelo                   | Honda             | Ret        |      |
| Ret      | Stephane Mertens    |                                          | Honda             | Ret        |      |
| Ret      | Peter Linden        | Team Heukeroff                           | Honda             | Ret        |      |
| Ret      | Eddie Laycock       |                                          | Honda             | Ret        |      |
| DNS      | Dominique Sarron    | Team ROC Elf Honda                       | Honda             | DNS        |      |
| DNS      | Rachel Nicotte      |                                          | Chevallier Yamaha | DNS        |      |
| DNQ      | Fernando González   | Club Motocross Pozuelo                   | Honda             | DNQ        |      |
| DNQ      | Ian Pratt           | Racing Team Katayama                     | Honda             | DNQ        |      |
| DNQ      | Tony Carey          | Spondon                                  | Spondon Yamaha    | DNQ        |      |
| Fuentes: |                     |                                          |                   |            |      |

## Resultados 250cc
Después de cuatro victorias consecutivas, se interruimpe la racha victporiosa del español Sito Pons que, en esta ocasión, queda segundo por detrás del alemán Reinhold Roth y pro delante del suizo Jacques Cornu. La ventaja de Pons en la clasificación general es de 61 puntos respecto a Roth.
| Pos. | Piloto                    | Moto      | Tiempo   | Pts. |
| ---- | ------------------------- | --------- | -------- | ---- |
| 1    | Reinhold Roth             | Honda     | 41.03.89 | 20   |
| 2    | Sito Pons                 | Honda     | 41.04.28 | 17   |
| 3    | Jacques Cornu             | Honda     | 41.04.67 | 15   |
| 4    | Carlos Cardús             | Honda     | 41.15.47 | 13   |
| 5    | Martin Wimmer             | Aprilia   | 41.17.48 | 11   |
| 6    | Didier de Radiguès        | Aprilia   | 41.19.35 | 10   |
| 7    | Alberto Puig              | Yamaha    | 41.41.19 | 9    |
| 8    | Wilco Zeelenberg          | Honda     | 41.41.43 | 8    |
| 9    | Marcellino Lucchi         | Aprilia   | 41.47.33 | 7    |
| 10   | Carlos Lavado             | Aprilia   | 41.52.14 | 6    |
| 11   | Masahiro Shimizu          | Honda     | 41.58.82 | 5    |
| 12   | Stefano Caracchi          | Honda     | 41.59.99 | 4    |
| 13   | Patrick van den Goorbergh | Yamaha    | 42.00.34 | 3    |
| 14   | Harald Eckl               | Aprilia   | 42.04.87 | 2    |
| 15   | Alberto Rota              | Aprilia   | 42.05.17 | 1    |
| 16   | August Auinger            | Yamaha    | 42.05.49 |      |
| 17   | Andreas Preining          | Aprilia   | 42.08.41 |      |
| 18   | Fausto Ricci              | Aprilia   | 42.10.28 |      |
| 19   | Bernard Haenggeli         | Yamaha    | 42.16.73 |      |
| 20   | Daniel Amatriaín          | Honda     | 42.43.33 |      |
| 21   | Bernard Schick            | Yamaha    | 42.47.25 |      |
| 22   | René Delaby               | Yamaha    | 42.57.60 |      |
| 23   | Jean-François Baldé       | Yamaha    | 43.25.27 |      |
| Ret  | Garry Cowan               | Yamaha    | Ret      |      |
| Ret  | Jean-Philippe Ruggia      | Yamaha    | Ret      |      |
| Ret  | Adrien Morillas           | Yamaha    | Ret      |      |
| Ret  | Nigel Bosworth            | Aprilia   | Ret      |      |
| Ret  | Luca Cadalora             | Yamaha    | Ret      |      |
| Ret  | Alex Barros               | Yamaha    | Ret      |      |
| Ret  | Juan Garriga              | Yamaha    | Ret      |      |
| Ret  | Hans Becker               | Seel      | Ret      |      |
| Ret  | Loris Reggiani            | Honda     | Ret      |      |
| Ret  | Erich Neumair             | Aprilia   | Ret      |      |
| Ret  | Renzo Colleoni            | Aprilia   | Ret      |      |
| Ret  | Maurizio Vitali           | Honda     | Ret      |      |
| Ret  | Helmut Bradl              | Honda     | Ret      |      |
| DNQ  | Javier Cardelús           | Cobas     | DNQ      |      |
| DNQ  | Andrew Leisner            | Honda     | DNQ      |      |
| DNQ  | Kevin Mitchell            | Yamaha    | DNQ      |      |
| DNQ  | Alain Bronec              | Aprilia   | DNQ      |      |
| DNQ  | Virginio Ferrari          | Gazzaniga | DNQ      |      |
| DNQ  | Manfred Herweh            | Yamaha    | DNQ      |      |
| DNQ  | Massimo Matteoni          | Yamaha    | DNQ      |      |
| DNQ  | Urs Jücker                | Yamaha    | DNQ      |      |
| DNQ  | Hans Koopman              | Honda     | DNQ      |      |
| DNQ  | Luis Lavado               | Yamaha    | DNQ      |      |

## Resultados 125cc
En el octavo de litro, victoria para el veterano holandés Hans Spaan que entró pro delante del español Àlex Crivillé. este último obtiene la primera posiciñon en la clasificación general por delante del italiano Ezio Gianola, que se retiró en esta carrera.
| Pos. | Piloto               | Moto      | Tiempo   | Pts. |
| ---- | -------------------- | --------- | -------- | ---- |
| 1    | Hans Spaan           | Honda     | 38.57.69 | 20   |
| 2    | Àlex Crivillé        | JJ Cobas  | 38.57.88 | 17   |
| 3    | Julián Miralles      | Derbi     | 39.17.33 | 15   |
| 4    | Stefan Prein         | Honda     | 39.18.01 | 13   |
| 5    | Hisashi Unemoto      | Honda     | 39.40.65 | 11   |
| 6    | Fausto Gresini       | Garelli   | 39.40.66 | 10   |
| 7    | Jorge Martínez Aspar | Derbi     | 39.49.11 | 9    |
| 8    | Taru Rinne           | Honda     | 39.55.30 | 8    |
| 9    | Koji Takada          | Honda     | 40.04.09 | 7    |
| 10   | Alfred Waibel        | Honda     | 40.04.43 | 6    |
| 11   | Thierry Feuz         | Honda     | 40.05.12 | 5    |
| 12   | Lucio Pietroniro     | Honda     | 40.05.46 | 4    |
| 13   | Gabriele Debbia      | Aprilia   | 40.06.46 | 3    |
| 14   | Allan Scott          | Honda     | 40.08.66 | 2    |
| 15   | Dirk Raudies         | Honda     | 40.16.00 | 1    |
| 16   | Domenico Brigaglia   | Garelli   | 40.21.81 |      |
| 17   | Doriano Romboni      | Honda     | 40.22.02 |      |
| 18   | Flemming Kistrup     | Honda     | 40.22.57 |      |
| 19   | Hubert Abold         | Rotax     | 40.22.99 |      |
| 20   | Manfred Fischer      | Honda     | 40.23.31 |      |
| 21   | Adri Nijenhuis       | Honda     | 40.34.44 |      |
| 22   | Heinz Lüthi          | Honda     | 40.34.69 |      |
| 23   | Othmar Schuler       | Honda     | 41.19.31 |      |
| 24   | Herri Torrontegui    | Honda     | 41.31.78 |      |
| Ret  | Peter Öttl           | Krauser   | Ret      |      |
| Ret  | Adi Stadler          | Honda     | Ret      |      |
| Ret  | Bruno Casanova       | Aprilia   | Ret      |      |
| Ret  | Robin Appleyard      | Honda     | Ret      |      |
| Ret  | Robin Milton         | Honda     | Ret      |      |
| Ret  | Luis Miguel Reyes    | Honda     | Ret      |      |
| Ret  | Jean-Claude Selini   | Honda     | Ret      |      |
| Ret  | Alex Bedford         | EMC       | Ret      |      |
| Ret  | Stefan Dörflinger    | Krauser   | Ret      |      |
| Ret  | Corrado Catalano     | Gazzaniga | Ret      |      |
| Ret  | Ezio Gianola         | Honda     | Ret      |      |
| Ret  | Emilio Cuppini       | Aprilia   | Ret      |      |
| DNQ  | Bert Smit            | Honda     | DNQ      |      |
| DNQ  | Johnny Wickström     | Honda     | DNQ      |      |
| DNQ  | Bady Hassaine        | Honda     | DNQ      |      |
| DNQ  | Gastone Grassetti    | Aprilia   | DNQ      |      |
| DNQ  | Håkan Olsson         | Rotax     | DNQ      |      |
| DNQ  | Pier Paolo Bianchi   | Seel      | DNQ      |      |
| DNQ  | Mike Leitner         | Honda     | DNQ      |      |
| DNQ  | Jos van Dongen       | Casal     | DNQ      |      |
| DNQ  | Trevor Manley        | Honda     | DNQ      |      |
| DNQ  | Kris Galatowicz      | EMC       | DNQ      |      |
| DNQ  | Rafael Roses         | Honda     | DNQ      |      |
| DNQ  | Valerio Vivarelli    | Rotax     | DNQ      |      |

## Resultados 80cc
En la categoría menor, venció el alemán Peter Öttl que obtuvo el tercer triunfo consecutivo por delante del español Manuel Herreros y el suizo Stefan Dörflinger. En la clasificación general, Öttl y Herreros están empatados en el liderazgo a seis puntos de Dörflinger. Herri Torrontegui, de nuevo con problemas mecánicos, quedaba sin opciones al título.
Curiosa protesta el comienzo de la carrera con los pilotos que se manifestaron por la eliminación de esta categoría para la temporada siguiente.
| Pos. | Piloto             | Moto      | Tiempo    | Pts. |
| ---- | ------------------ | --------- | --------- | ---- |
| 1    | Peter Öttl         | Krauser   | 28.30.78  | 20   |
| 2    | Manuel Herreros    | Derbi     | 28.31.12  | 17   |
| 3    | Stefan Dörflinger  | Krauser   | 28.31.35  | 15   |
| 4    | Julián Miralles    | Derbi     | 28.48.67  | 13   |
| 5    | Jaime Mariano      | Casal     | 29.00.63  | 11   |
| 6    | Bogdan Nikolov     | Krauser   | 29.07.27  | 10   |
| 7    | Hans Koopman       | Ziegler   | 29.07.48  | 9    |
| 8    | Bert Smit          | Krauser   | 29.07.97  | 8    |
| 9    | Paolo Priori       | Krauser   | 29.08.22  | 7    |
| 10   | Bernd Völkel       | Seel      | 29.16.55  | 6    |
| 11   | Herri Torrontegui  | Krauser   | 29.17.94  | 5    |
| 12   | Ralf Waldmann      | Seel      | 29.34.02  | 4    |
| 13   | Stefan Brägger     | Casal     | 29.44.08  | 3    |
| 14   | Jos van Dongen     | Casal     | 29.50.07  | 2    |
| 15   | Stefan Kurfiss     | Krauser   | 29.52.38  | 1    |
| 16   | René Dünki         | LCR       | 29.52.90  |      |
| 17   | Luis Álvaro        | Krauser   | 29.53.27  |      |
| 18   | Günter Schirnhofer | Krauser   | 29.53.74  |      |
| 19   | Janez Pintar       | Eberhardt | 29.54.03  |      |
| 20   | Reiner Koster      | Kroko     | 30.07.05  |      |
| 21   | Joaquin Gali       | Krauser   | 30.08.59  |      |
| 22   | Heinz Paschen      | Casal     | 30.11.49  |      |
| 23   | Zdravko Matulja    | Casal     | 30.12.02  |      |
| 24   | Thomas Engl        | Esch      | 1 Vuelta  |      |
| 25   | Matthias Ehinger   | BMC       | 1 Vuelta  |      |
| 26   | János Szabó        | Krauser   | 2 Vueltas |      |
| Ret  | Gabriele Gnani     | Gnani     | Ret       |      |
| Ret  | Jörg Seel          | Seel      | Ret       |      |
| Ret  | José Saez          | Krauser   | Ret       |      |
| Ret  | Maik Stief         | Casal     | Ret       |      |
| Ret  | Andrés Sánchez     | JJ Cobas  | Ret       |      |
| Ret  | Roberto Sassone    | Unimoto   | Ret       |      |
| Ret  | Undine Kummer      | Krauser   | Ret       |      |
| DNQ  | Jacques Bernard    | Fantic    | DNS       |      |
| DNS  | Javier Arumi       | Krauser   | DNS       |      |
| DNS  | Manuel Duarto      | Zündapp   | DNS       |      |
| DNQ  | Chris Baert        | Bultaco   | DNQ       |      |
| DNQ  | Paul Bordes        | RB        | DNQ       |      |
| DNQ  | Alojz Pavlič       | Seel      | DNQ       |      |
| DNQ  | Emilio Palencia    | Arbizu    | DNQ       |      |
| DNQ  | Fabrice Roy        | Tyl       | DNQ       |      |
| DNQ  | Claude Gourdon     | DGM       | DNQ       |      |